# Gustav Arsène Schneider
Gustav Arsène Schneider (* 7. September 1866 in Paris; † 15. April 1940 in Aarau, Kanton Aargau, heimatberechtigt in Zürich und Aarau) war ein Schweizer Jurist und Politiker.

## Leben und Werk
Schneider war ein Sohn des Johann und der Eugenie Suzanne, geborene Bellier. Er studierte Rechtswissenschaften an den Universitäten München, Berlin und Heidelberg, wo er 1889 doktorierte. Im gleichen Jahr heiratete er Emma, geborene Richner, erwarb das aargauische Fürsprech- und Notarpatent und eröffnete in Aarau ein Advokaturbüro.
Schneider wurde 1892 zum Mitglied des Obergerichts gewählt, kehrte jedoch nach vier Jahren zur freien Anwaltstätigkeit zurück. Als Ersatzmann des Obergerichts amtete er von 1901 bis zu seinem Tod 1940.
Schneider gehörte von 1901 bis 1921 als Mitglied der Radikal-Demokratischen Partei dem Grossen Rat des Kantons Aargau an. Zudem war er über viele Jahre Verwaltungsratspräsident der Aarau-Schöftland-Bahn sowie des städtischen Lehrerpensionsvereins und wirkte in mehreren wirtschaftlichen Unternehmen mit. Schneider genoss zudem als Rechtsberater und Prozessführer grosses Vertrauen, besonders auch in Handels- und Industriekreisen.
Schneider gab 1893/1894 die gebräuchlichen Gesetze für den Kanton Aargau in einer zweibändigen Taschenausgabe heraus. Diese enthielt alle für den Praktiker bedeutsamen Gesetze und erfreute sich rasch grosser Beliebtheit. Auf das Inkrafttreten des  schweizerischen Zivilgesetzbuches hin ersetzte Schneider diese Taschenausgabe durch das Aargauische Rechtsbuch. Dieses erreichte 1925 seine vierte Auflage und wuchs wegen der vielen nachgeführten Verweise auf neuere Gerichtsentscheide auf zwei Bände mit zusammen 1882 Seiten an.